# Saarloq
Saarloq és un assentament que pertany a la municipalitat de Kujalleq, situada a l'extrem sud de Groenlàndia (aproximadament 60° 32′ 15″ N, 46° 01′ 33″ O / 60.53750°N,46.02583°O). Saarloq es troba en una petita illa de menys d'1 km², a l'entrada del Fjord de Qaqortoq. La seva població era de 32 habitants el juliol de 2015. Disposa d'una església i d'una escola. Els assentaments més propers són Alluitsup Paa, a uns 20 km al sud-est, i Qaqortoq, la quarta ciutat més poblada de Groenlàndia, a uns 19 km al nord.
Les comunicacions s'efectuen per mar i també per aire, ja que aquest assentament disposa d'un petit heliport (tècnicament un helistop, de codis IATA QOQ i ICAO BGSO) que és explotat per Air Greenland, i que comunica aquest assentament amb Nanortalik, Qaqortoq i Narsarsuaq. Dins de l'illa no hi ha carreteres ni cotxes. Des de setembre de 2019, Saarloq disposa d'accés a internet d'alta velocitat. A desembre 2019, era un dels únics 8 assentaments de Groenlàndia que no tenia policia municipal.
Jenseeraq Hansen, del partit polític Siumut, és l'alcalde de Saarloq, així com de Eqalugaarsuit i Qassimiut, que són dos altres pobles de la municipalitat de Kujalleq.
Com la majoria d'assentaments de Groenlàndia, Saarloq mostra patrons de creixement negatius i envelliment de la població en les darreres dècades, atès que els joves abandonen el poble per anar a estudiar i no retornen. La població de Saarloq era de 89 habitants l'any 1990, de 42 habitants el 2012 i de 32 habitants el 2015, reduint-se així a un terç en 25 anys.